# I racconti della domenica
I racconti della domenica è un film del 2022 diretto da Giovanni Virgiliio.

## Trama
Il film racconta 40 anni nella Sicilia del Novecento e gli anni da sindaco del paesino di Montesoro di Francesco Giuffrida, giovane volenteroso voluto dalla Democrazia Cristiana.

## Distribuzione
Il film è stato distribuito nelle sale cinematografiche italiane a partire dal 10 novembre 2022.